# Rudolf Anschober

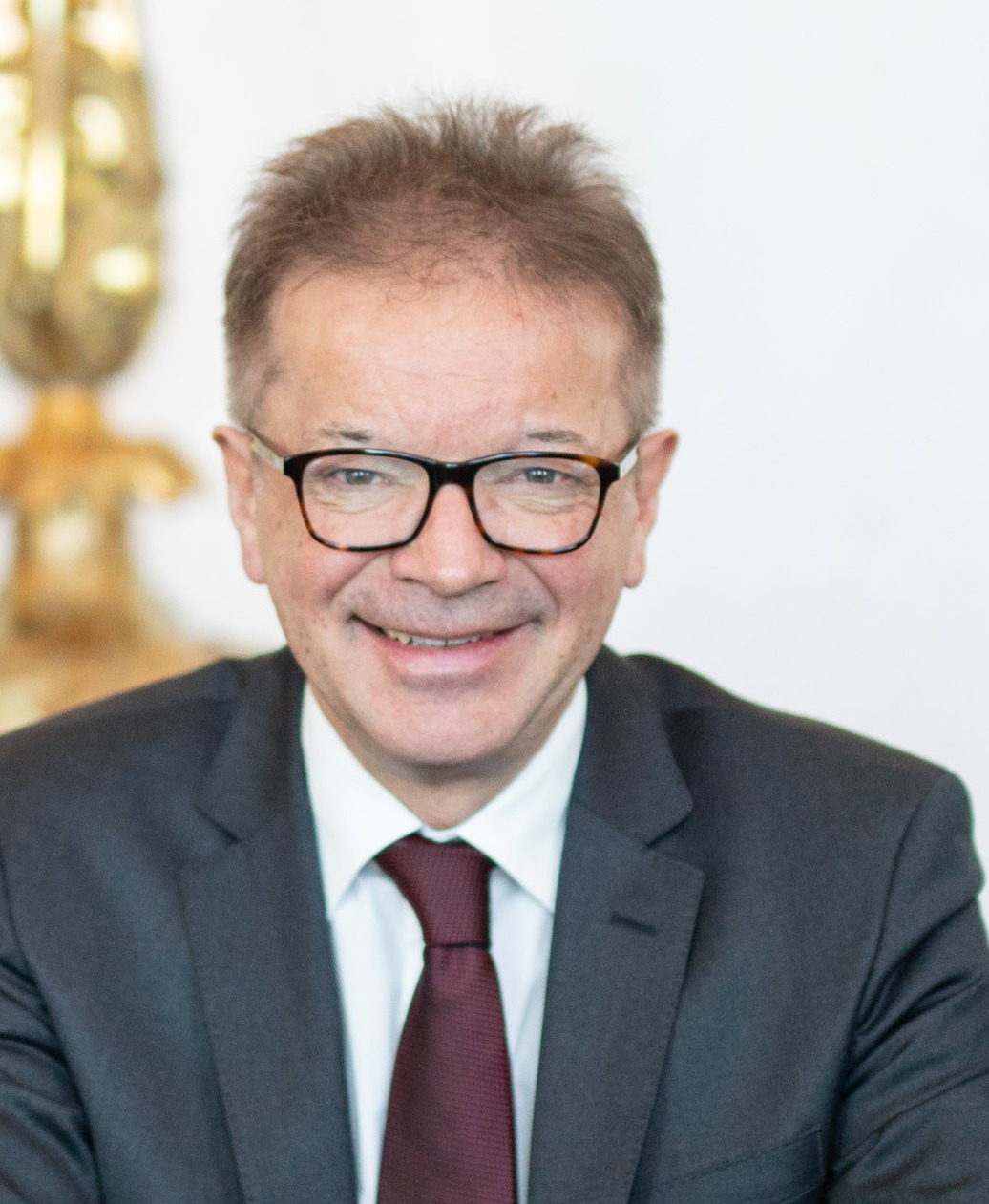
Rudolf Anschober (Jänner 2020)

Rudolf „Rudi“ Anschober (* 21. November 1960 in Wels) ist ein österreichischer Politiker (Die Grünen). Er war von Jänner 2020 bis April 2021 Bundesminister für Soziales, Gesundheit, Pflege und Konsumentenschutz in der Bundesregierung Kurz II. Zuvor war er von Oktober 2003 bis Jänner 2020 als Landesrat Mitglied der Oberösterreichischen Landesregierung. Am 13. April 2021 gab er in einer persönlichen Erklärung seinen Rücktritt als Bundesminister „aus gesundheitlichen Gründen“ bekannt; sein Nachfolger wurde Wolfgang Mückstein.

## Leben
Rudi Anschober besuchte die Volksschule in Schwanenstadt und das Bundesrealgymnasium Vöcklabruck. Nach Abschluss der Pädagogischen Akademie in Salzburg war er von 1983 bis 1990 Volksschullehrer. Zwischenzeitlich absolvierte er einen Redakteurskurs im Wirtschaftsförderungsinstitut in Linz und schrieb für regionale Grün-Medien. 1990 zog er für die Grünen in den Nationalrat ein. Im Parlament war er als Verkehrs-, Sicherheits- und Atomsprecher der Grünen tätig.
Von 1997 bis 2003 war Anschober Abgeordneter zum Oberösterreichischen Landtag, ab 23. Oktober 2003 war er Mitglied der Oberösterreichischen Landesregierung. Von 23. Oktober 2003 bis 22. Oktober 2015 war er Landesrat für Umwelt, Energie, Wasser und KonsumentInnenschutz. Im Herbst 2012 war er für drei Monate wegen Burn-outs im Krankenstand. Ab 23. Oktober 2015 war Anschober Landesrat für Umweltschutz, Wasserrecht, Lebensmittelaufsicht und Integration (Landesregierungen Pühringer V und Stelzer I).
Anschober ist auch als Autor tätig. 2004 erschien das Buch grün regiert – Ein politisches Tagebuch über das erste Jahr der ersten grünen Regierungsbeteiligung, 2007 erschien Die Klimarevolution. So retten wir die Welt (2007, gemeinsam mit Petra Ramsauer), und 2011 erschien Das grüne Wirtschaftswunder: Wie die Energierevolution funktioniert und wie jeder davon profitiert.

### Initiative „Ausbildung statt Abschiebung“
Anschober lancierte im Jahr 2018 die Initiative „Ausbildung statt Abschiebung“, um als Lehrlinge arbeitende Asylwerber im Land zu halten. Ziel der entsprechenden Petition ist es, das deutsche Modell „3plus2“ umzusetzen. Dieses sieht vor, dass Lehrlinge während ihrer meist dreijährigen Ausbildung und der ersten beiden vollen Arbeitsjahre nicht abgeschoben werden. Das Asylverfahren läuft dabei weiter, das Modell bewirkt eine Duldung der Betroffenen und damit Sicherheit für die Ausbildung und die ersten beiden Arbeitsjahre. Die Initiative wird sowohl von Unternehmen als auch von Prominenten unterstützt.
Als „Schutzpatron der Asyl-Lehrlinge“ kürte ihn die Wiener Stadtzeitung Falter zum Menschen des Jahres 2018.
Einen Teilerfolg konnte er Ende 2019 erreichen, als am 28. Dezember mit der Änderung des Fremdenpolizeigesetzes der sogenannte Abschiebestopp für Lehrlinge bis zum Abschluss der Ausbildung in Kraft getreten ist. 
Der Verwaltungsgerichtshof entschied jedoch entgegen einem von Anschober in Auftrag gegebenen Rechtsgutachten von Adel-Naim Reyhani und Manfred Nowak, dass ein etwaiges wirtschaftliches Interesse am Verbleib von Lehrlingen in Österreich nicht in die Interessenabwägung nach Artikel 8 Europäische Menschenrechtskonvention einfließen darf.

### Gesundheitsminister
Im Zuge der abgeschlossenen Regierungsverhandlungen nach der Nationalratswahl 2019 zwischen ÖVP und Grünen wurde bekanntgegeben, Anschober werde sein Amt als Landesrat zurücklegen und Gesundheits- und Sozialminister in der Bundesregierung Kurz II werden. Am 7. Jänner 2020 wurde er von Bundespräsident Van der Bellen als Bundesminister für Arbeit, Soziales, Gesundheit und Konsumentenschutz angelobt. Als Landesrat in Oberösterreich folgte ihm Stefan Kaineder nach.
Nach dem Inkrafttreten der Bundesministeriengesetz-Novelle 2020 wurden einige Ministerien neu zugeschnitten. Danach wurde Anschober am 29. Jänner 2020 als Bundesminister für Soziales, Gesundheit, Pflege und Konsumentenschutz angelobt. Im Februar 2020 bestellte Anschober Stefan Wallner zum Generalsekretär in „seinem“ Ministerium, beginnend mit März 2020.
Ab dem Beginn der COVID-19-Pandemie in Österreich stiegen Anschobers Popularitätswerte zwischenzeitlich deutlich. Durch verschiedene Pannen in seinem Ministerium, die Aufhebung der Maßnahmen des ersten Lockdowns durch den Verfassungsgerichtshof im Mai 2020 und eine stark kritisierte Kommunikation in der Krise begannen seine Umfragewerte ab Herbst 2020, so wie die der gesamten Regierung, deutlich zu sinken.
Gesundheitliche Probleme führten schließlich zum Rücktritt Anschobers als Minister. Bei einer Pressekonferenz am 13. April 2021, bei der er nach 462 Tagen im Amt seinen Rücktritt bekanntgab, sprach Anschober von einem Kreislaufkollaps, den er aufgrund von Arbeitsüberlastung nach Ostern erlitten habe. Außerdem habe er mittlerweile steigende Blutdruck- und Zuckerwerte sowie beginnenden Tinnitus. Er stellte klar, dass es sich nicht um ein Burn-out handle. Auf Vorschlag von Bundeskanzler Sebastian Kurz übergab Bundespräsident Alexander Van der Bellen das Amt an Wolfgang Mückstein. Bis zu dessen Angelobung, die am 19. April 2021 stattfand, wurde Anschober von Vizekanzler Werner Kogler vertreten.

## Privates
Anschober ist mit der Journalistin und Autorin Petra Ramsauer (* 1969) liiert.

## Publikationen (Auswahl)
- Pandemia: Einblicke und Aussichten, Paul-Zsolnay-Verlag, Wien 2022, ISBN 978-3-552-07288-6.
- Wie wir uns die Zukunft zurückholen, Brandstätter Verlag, Wien 2024, ISBN 978-3-7106-0785-1.

## Auszeichnungen (Auswahl)
- 2022: Goldenes Ehrenzeichen der Stadt Schwanenstadt[17]
- 2023: Großes Ehrenzeichen des Landes Oberösterreich[18][19]